# Boullay-les-Troux
Boullay-les-Troux är en kommun i departementet Essonne i regionen Île-de-France i norra Frankrike. Kommunen ligger i kantonen Limours som tillhör arrondissementet Palaiseau. År 2022 hade Boullay-les-Troux 632 invånare.

## Befolkningsutveckling
Antalet invånare i kommunen Boullay-les-Troux
| Referens: INSEE |